# Hettingen
Ne doit pas être confondu avec Hettingen (Austevoll).
Hettingen est une petite ville allemande du Bade-Wurtemberg, 10 km nord de Sigmaringen, et au bord sud du Jura souabe (Schwäbische Alb) et directement sur la route de Hohenzollern.

## Géographie

### L'organisation urbaine
Le 1er janvier 1975 la ville Hettingen se forme avec la ville d'Inneringen. Hettingen a environ 970 habitants et Inneringen a environ 1 050 habitants.

## Culture et monuments
- Le château de Hettingen
- L'église St.-Martin à Inneringen
- Le musée de carnaval „Narrenburg“

## Littérature
- Johannes Maier, Siegfried Kretzdorn: Die Geschichte des Ortes Inneringen. L'histoire d'Inneringen.